# Diaphanocephalinae
Die Diaphanocephalidae sind eine Unterfamilie in der Familie der Hakenwürmer. Es sind Parasiten des Dünndarms bei Reptilien und im Magen von Fischen.

## Merkmale
Diaphanocephalidae sind Strongyliden mit seitlich eingedrücktem Kopf. Die Mundöffnung ist ein senkrecht angeordneter Spalt. Die Wände der Mundbucht sind klappenartig und jede Seitenwand ist durch drei Parenchymstränge gestützt, die in die Kopfpapille auslaufen und die ein bis zwei Querleisten aufweisen. Die Basis der Mundhöhle ist in einen rücken- und bauchseitigen Abschnitt gegliedert. Der muskulöse Ösophagus hat einen dreieckigen Querschnitt und ist im Inneren mit einer chitinisierten Kutikula ausgekleidet, welche Längsverdickungen ausfweist. Die bauchseitigen Rippen der Begattungstasche (Bursa copulatrix) der Männchen liegen eng beieinander. Die Spicula sind lang und einfach gebaut. Die Vulva der Weibchen liegt nahe dem Hinterende, der weibliche Genitalapparat ist doppelt angelegt.

## Systematik
Das Taxon wurde von Lauro Travassos als eigene Familie (Diaphanocephalidae) eingeführt und in die monotypische Überfamilie Diaphanocephaloidea eingruppiert. Nach neuer Systematik sind sie nur noch eine Unterfamilie der Hakenwürmer (Ancylostomatidae), mit nur einer Tribus, den Diaphanocephalini, und wiederum nur einer Untertribus, den Diaphanocephalinii. Zu den Diaphanocephalinae gehören 44 Arten in folgenden drei Gattungen:
- Cylicostrongylus Yamaguti, 1961
- Diaphanocephalus Diesing, 1851
- Kalicephalus Molin, 1861